# Wilco
Wilco là một ban nhạc alternative rock người Mỹ thành lập năm 1994 tại Chicago, Illinois bởi các thành viên còn lại của nhóm nhạc alternative country Uncle Tupelo sau sự ra đi của ca sĩ Jay Farrar. Đội hình của Wilco thường xuyên thay đổi trong thập niên đầu, khi chỉ có ca sĩ Jeff Tweedy và bassist John Stirratt là những người sáng lập vẫn còn hoạt động trong nhóm. Từ đầu năm 2004, bộ khung nhóm được cố định, gồm Tweedy, Stirratt, guitarist Nels Cline, người chơi đa nhạc cụ Pat Sansone, người chơi keyboard Mikael Jorgensen và tay trống Glenn Kotche.
Wilco thu hút sự chú ý của truyền thông với album phòng thu thứ tư Yankee Hotel Foxtrot (2001) và tranh cãi xung quanh nó. Sau một vài bản thu thử được hoàn tất, Reprise Records đã từ chối album và loại Wilco khỏi hãng. Là một phần trong thảo thuận sở hữu, Reprise đã trao bản quyền của album cho Wilco miễn phí. Sau khi stream Foxtrot trên website của nhóm, Wilco đã bán lại album cho Nonesuch Records năm 2002. Cả hai hãng đĩa đều là công ty con của Warner Music Group, khiến một nhà phê bình từng nói album đã cho thấy "cách công nghiệp âm nhạc chữa cháy vào đầu thế kỉ 21". Yankee Hotel Foxtrot là nhạc phẩm thành công nhất của Wilco đến nay, với lượng tiêu thụ 670,000 bản. Wilco còn giành hai giải Grammy cho album phòng thu thứ năm của nhóm vào năm 2004, A Ghost Is Born, bao gồm Album nhạc alternative xuất sắc nhất.

## Thành viên
Thành viên hiện tại

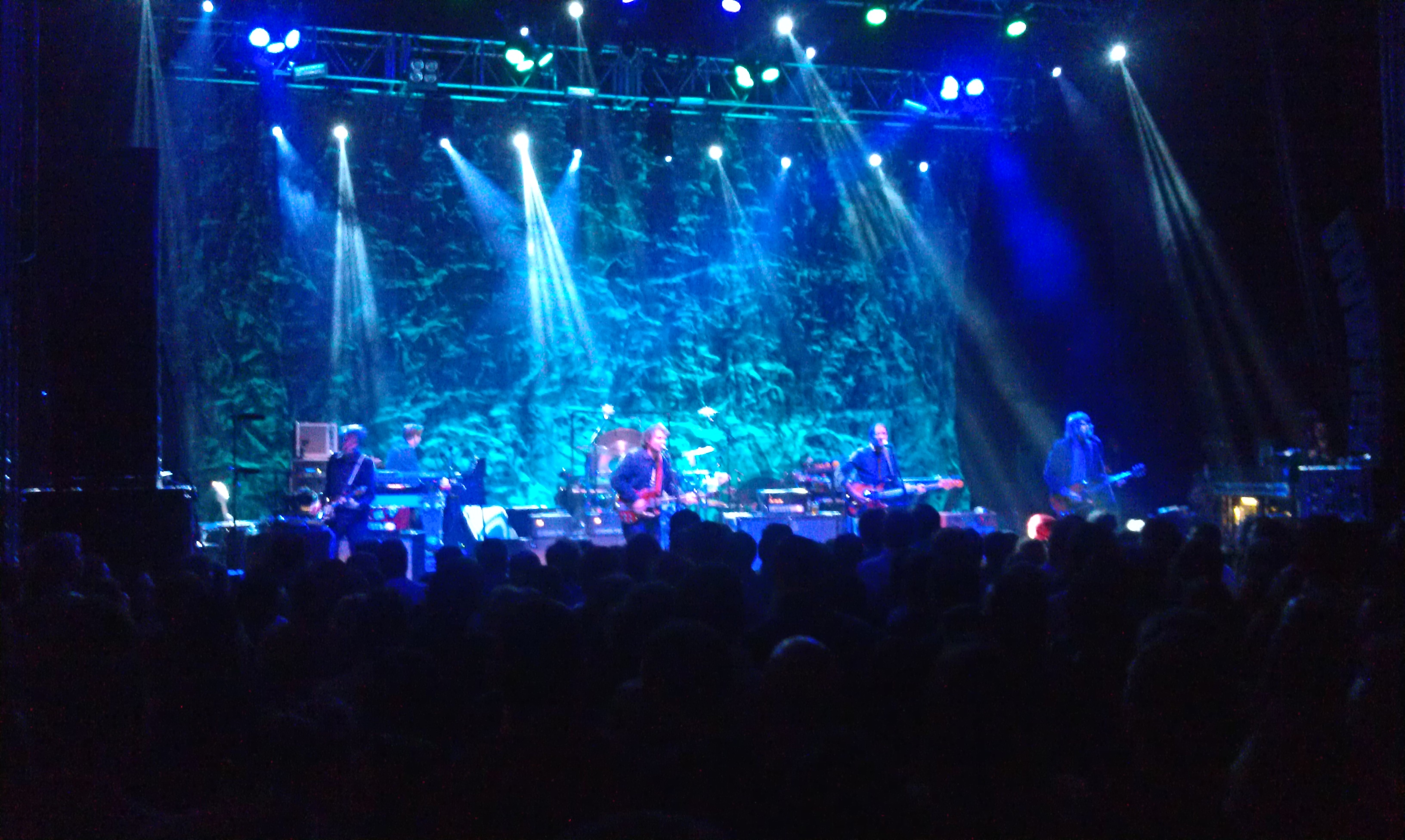
Đêm thứ hai của Wilco tại Winterlude, 6 tháng 12 năm 2014

- John Stirratt – bass guitar, hát đệm (1994–nay)
- Jeff Tweedy – hát chính, rhythm, acoustic và guitar chính, bass guitar, harmonica (1994–nay)
- Glenn Kotche – trống, nhạc cụ (2001–nay)
- Mikael Jorgensen – samples và điều khiển âm thanh, keyboards, synthesizers, hiệu ứng, piano, organ (2002–nay)
- Nels Cline – guitar chính, loops, lap steel (2004–nay)
- Pat Sansone – keyboards, rhythm và guitar chính, hát đệm, synthesizers, maracas, tambourine (2004–nay)

Thành viên cũ
- Ken Coomer – trống, nhạc cụ (1994–2001)
- Brian Henneman – guitar chính (1994–1995)
- Max Johnston – dobro, fiddle, banjo, mandolin, hát đệm (1994–1996)
- Jay Bennett – rhythm và guitar chính, keyboards, hát đệm (1995–2002)
- Bob Egan – pedal steel, slide guitar (1995–1998)
- Leroy Bach – rhythm guitar, keyboards, hát đệm (1998–2004)

## Đĩa nhạc
- A.M. (1995)
- Being There (1996)
- Summerteeth (1999)
- Yankee Hotel Foxtrot (2001)
- A Ghost Is Born (2004)
- Sky Blue Sky (2007)
- Wilco (The Album) (2009)
- The Whole Love (2011)
- Star Wars (2015)
- Schmilco (2016)